# Guasila
Guasila (Guasiba o Guasìlle in sardo) è un comune italiano di 2 421 abitanti della città metropolitana di Cagliari, nella Trexenta, antica regione cerealicola della Sardegna dove Guasila è ancora oggi una piccola capitale del grano duro sardo.

## Storia

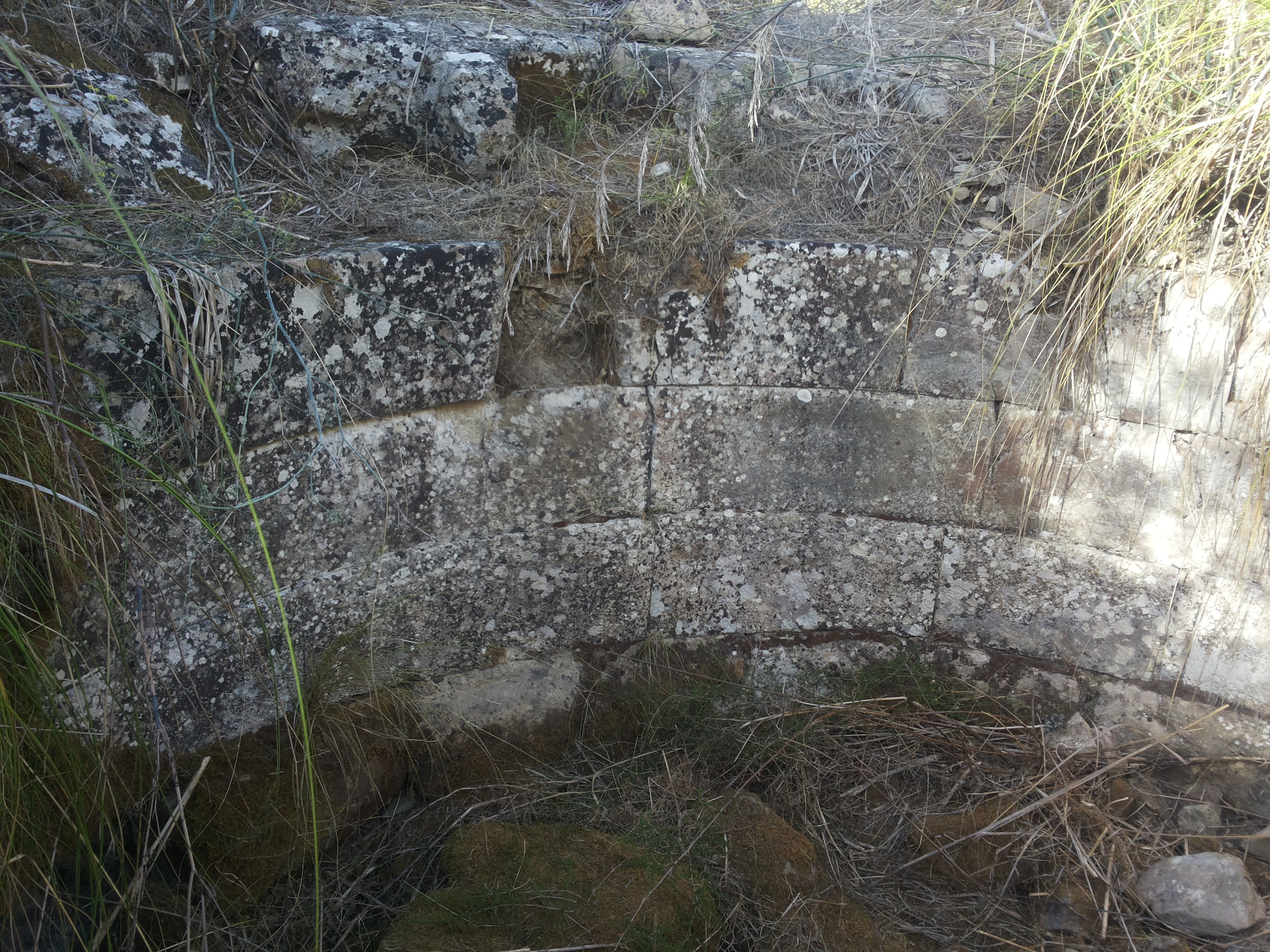
Pozzo sacro di Gutturu Caddi

L'area fu abitata in epoca prenuragica, nuragica, punica e romana, per la presenza nel territorio di diverse testimonianze archeologiche.
Durante il Medioevo appartenne al Giudicato di Cagliari e fece parte della curatoria della Trexenta. Alla caduta del giudicato (1258) il territorio passò per breve tempo al giudicato di Arborea; il giudice Mariano II nel 1295 lasciò in eredità i territori dell'ex giudicato di Cagliari alla repubblica di Pisa, feudo dei Visconti. Nel 1324 il paese passò agli aragonesi insieme a tutti i centri delle ex curatorie di Trexenta e di Gippi; nel 1421 il villaggio, con tutti gli altri paesi della ex curatoria della Trexenta, fu dato in amministrazione a Giacomo de Besora che nel 1434 ne ottenne la concessione feudale. Nel 1497 il paese fu unito alla contea di Villasor, feudo di Giacomo de Alagón. Nel 1594 la contea fu trasformata in marchesato.
Il paese fu in gran parte spopolato in seguito alle epidemie dì peste del 1651-55 e del 1681.
Nel 1703 il feudo venne donato da Artale de Alagón alla figlia Isabella sposata con Giuseppe da Silva. Ai Da Silva - Alagón fu riscattato nel 1839 con l'abolizione del sistema feudale.
Ai sensi della Legge Regionale n. 9 del 12 luglio 2001, che ha previsto l'istituzione delle nuove province sarde, il comune di Guasila avrebbe dovuto essere aggregato alla neonata provincia del Medio Campidano; con successiva Legge Regionale n. 10 del 13 ottobre 2003 si stabilì invece che restasse in quella di Cagliari, di cui fece parte fino alla successiva riforma del 2016.

### Simboli
Lo stemma e il gonfalone sono stati approvati con delibera del consiglio comunale n. 43 del 29 agosto 1983 e concessi con decreto del presidente della Repubblica del 24 novembre 1983.
Lo stemma, raffigura, in campo azzurro, la facciata del santuario della Beata Vergine Assunta di Guasila d'argento, accompagnata, nel cantone destro del capo, da una spiga di grano d'oro posta in sbarra; nel capo di rosso, tre monti d'argento, quello centrale più alto, sormontati da una corona all'antica d'oro, di cinque punte.
Il gonfalone è un drappo partito di rosso e di azzurro.

## Monumenti e luoghi d'interesse

### Architetture religiose
- La chiesa di Santa Maria Assunta è uno dei più importanti monumenti di Guasila, progettata dall'architetto cagliaritano Gaetano Cima ed eretta fra il 1842 e il 1852. I lavori vennero affidati all'impresario Cosimo Crobu. Di stile squisitamente neoclassico, la parrocchiale presenta una pianta ottagonale ed è sormontata da una cupola di notevoli dimensioni. Il campanile invece, di 35 metri di altezza, risale al XVII secolo, e affiancava anche la preesistente parrocchiale anch'essa intitolata a santa Maria e attestata in un documento ascrivibile al 1340-50. Con bolla del 16 maggio 2002, in occasione del 150º anniversario di consacrazione della chiesa, l'arcivescovo di Cagliari Ottorino Pietro Alberti decise di erigerla in santuario diocesano.
- La chiesa di Nostra Signora d'Itria, unica chiesa rurale presente nel territorio di Guasila, è situata nella zona di Bangiu a circa tre chilometri dal paese, nel Medioevo pertinente al villaggio scomparso di Bangiu de Aliri.[7] Venne eretta nel XIII secolo, durante la dominazione pisana, in stile romanico. L'edificio è stato nel tempo pesantemente modificato, con l'aggiunta di un loggiato che poggia sul portale d'ingresso. Il lunedì pomeriggio che segue la Pentecoste viene accompagnato in questa chiesa il simulacro della Vergine d'Itria, muovendo dalla parrocchiale, dove viene poi riportato il martedì successivo.
- La chiesa di Santa Lucia, eretta nel XVI secolo, piccola e semplice chiesa nelle vicinanze del santuario della Beata Vergine Assunta. Venne restaurata nel 1841, quando fungeva da parrocchiale durante i lavori di costruzione della nuova chiesa del Cima.

### Siti archeologici
- Domus de janas Riu sa Mela e is Concas.
- Tombe dei giganti di Sa Mandara
- La Reggia Nuragica di Barru, situata nel territorio al confine tra i comuni di Guamaggiore e Guasila, rappresenta uno dei monumenti nuragici più interessanti della Trexenta. Nuraghe trilobato con pozzo interno, è stato oggetto di scavi dal 2010 grazie al contributo della Regione Sarda.
- Pozzo sacro di Gutturu Caddi.

## Società

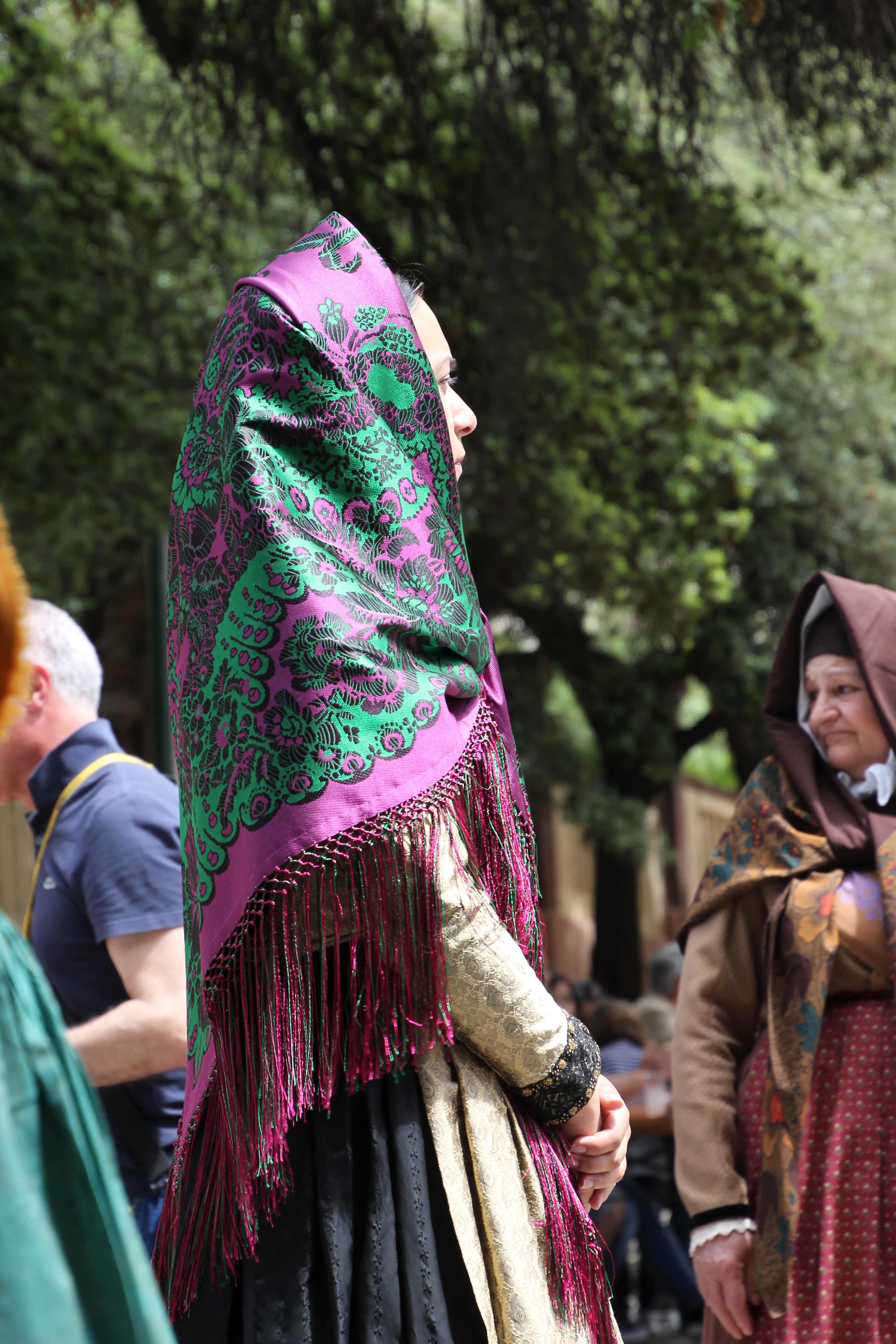
Abito tradizionale femminile

### Evoluzione demografica
Abitanti censiti

### Lingue e dialetti
La variante del sardo parlata a Guasila è il campidanese occidentale.

## Cultura

### Musei
- Il Museo d'arte religiosa Scrinia sacra[9] è situato nel centro del paese, nel complesso architettonico costituito dall'ex Monte granatico e dall'ex municipio. Le sale espositive della sezione argenti e paramenti sono state ricavate negli ambienti delle ex carceri mandamentali, di recente ristrutturazione. Sono esposti oggetti liturgici e devozionali e paramenti sacri provenienti dal santuario della Beata Vergine Assunta. La struttura museale è nata nel 2008, grazie all'accordo tra l'amministrazione comunale di Guasila, la parrocchia e la curia arcivescovile di Cagliari.

### Eventi
- Sa cassa de s'acchixedda (La caccia alla giovenca): il 14 agosto all'alba una giovenca (in sardo (b)acchixedda), lasciata libera nelle campagne del paese, viene inseguita in una specie di caccia dai giovani scapoli del paese, rigorosamente a cavallo, in una gara in cui vince chi riesce a prenderla per le corna al laccio, a corrus limpius. Le origini del gioco rituale sono incerte, ma molto probabilmente precristiane[10]. Anticamente l'animale, dopo la cattura, veniva macellato e le carni distribuite ai poveri del paese, ora invece viene restituita al proprietario.
- Il Palio di Santa Maria è una manifestazione sportivo-culturale che si tiene il pomeriggio del giorno di Ferragosto, noto anche come Palio dei comuni (in quanto ogni cavallo corre in rappresentanza di un comune) la cui principale peculiarità sta nel fatto che i cavalli vengono cavalcati a pelo cioè senza l'ausilio di sella. La manifestazione nasce nel 1986 per volontà della Associazione Ippica Guasilese[11] in collaborazione con il Comune di Guasila[12]. Al vincitore, con una cospicua somma di denaro e un trofeo offerto dal Comune, viene affidato, sino all'anno successivo, il palio, un drappo ricamato in oro zecchino, raffigurante la Vergine Assunta che veglia sul paese
- La Dormitio virginis è un'antica tradizione, dalle chiare origini bizantine, che si tiene solo in altre 138 chiese italiane. Il rito trae origine dalla diatriba, che dai primi secoli del cristianesimo si è trascinata a lungo, sul fatto che la Vergine possa essere morta oppure no. La diatriba viene risolta solamente nel 1954 dal papa Pio XII, il quale stabilisce il dogma dell'Assunzione. Il 13 agosto nella cappella a Lei dedicata, le donne del paese provvedono alla vestizione della Vergine dormiente, che il giorno successivo verrà portata in processione sul suo letto dorato attraverso le strade del paese.

## Geografia antropica

### Urbanistica
L'abitato di Guasila è costituito da diversi piccoli rioni e isolati (in sardo: bixinaus, cioè "vicinati"), che hanno le seguenti denominazioni in lingua sarda (nel 1870, nel riferimento catastale, erano presenti a Guasila 27 rioni, ora inglobati nei 7 vecchi ancora ricordati):
- Pajou o Paiolu, che comprendeva anche la Strada di Ninni Corda - ultimo tratto dell'attuale via Trento;
- Sa Serra, che andava da piazza Eglesia a piazza Su Zafferanu (ora Butteghedda) e comprende: Santa Luxia, Funtana Cardia, Valenticu, pinna Antoni Farci, Funtanedda e Is Perrias;
- Funtana 'Idda, che comprendeva: Mulinu, Funtana Pisanu e calada Is Perrias;
- Funtana Onnis, che comprendeva: piazza Funtanone, Scala Is Pisanus, Funtana Vigilia, Pirroi, discesa Basili Maxia e Sa Prazza Mauredda;
- Pardu Sidduche comprendeva: Turriga Manna, Turrighedda e Genna Brentuxus;
- Is Sagrestanus che comprendeva: discesa de Sa Eglesia (via Diaz) Mesu Idda e Stada de Mesu Idda, strada de Is Melas, Funtana Putzu, Pauli, Sa Planedda, Pala Is Ollastus, Is Guardieddas, Su Cuccureddu e Is Piricocus;
- Giraniedda strada di Giraniedda, Is Argiolas Mannas e pinn' y Obray.

A questi si aggiungono ora le nuove zone di espansione, edificate a partire dal Novecento: Su Spainadroxiu, Santa Rita, Funtanedda, Pranu Sa Pira, Sant'Arremundu e Santu Marcu.